# Informatica sanitaria
L'informatica sanitaria è il punto di incontro tra la pratica clinica, l'ICT e la pratica gestionale ai fini del miglioramento della salute.
L'informatica per applicazioni sanitarie supporta tutti gli aspetti connessi alla pratica sanitaria – prevenzione, diagnosi, terapia, assistenza, aspetti amministrativi correlati –.
La dizione “informatica sanitaria” tende ad essere la traduzione in italiano di Health informatics.

## Principali ambiti dell'informatica sanitaria
Gli ambiti nei quali trova applicazione l'informatica sanitaria sono principalmente:
- i sistemi informativi ospedalieri - HIS –: gestione della cartella clinica informatizzata - in ambito di degenza ordinaria, day hospital, day surgery, ecc...-, gestione degli ordini, gestione della terapia, gestione del repository clinico, gestione del pronto soccorso, gestione delle grandi diagnostiche, gestione della attività ambulatoriale connessa ai contesti di ricovero – prericovero e post ricovero -, gestione di magazzino e della farmacia ospedaliera;
- i sistemi informativi sanitari territoriali: gestione della attività ambulatoriale, gestione della medicina di iniziativa e gestione della cronicità, supporto alla attività delle case della salute, gestione delle attività di screening;
- i sistemi informativi a supporto dei dipartimenti di prevenzione o sanità pubblica [Dipartimento di prevenzione]: gestione della profilassi delle malattie infettive e parassitarie; tutela della collettività dai rischi sanitari degli ambienti di vita; controllo dei rischi sanitari connessi all' inquinamento ambientale; tutela della collettività e dei singoli dai rischi infortunistici e sanitari connessi all' attività lavorativa nei diversi luoghi di lavoro; sanità pubblica veterinaria; farmacovigilanza veterinaria; igiene delle produzioni zootecniche; tutela igienico-sanitaria degli alimenti di origine animale e non; sorveglianza e prevenzione nutrizionale; tutela della salute nelle attività sportive.;
- i sistemi informativi a supporto dei dipartimenti di salute mentale: gestione della psichiatria adulti, gestione della neuropsichiatria  infantile, gestione delle dipendenze patologiche, gestione della psicologia clinica;
- i sistemi informativi a supporto della attività amministrativa conseguente alla attività sanitaria: sistemi di accesso alle prestazioni diagnostiche ed ambulatoriali – CUP -, sistemi di gestione della mobilità sanitaria – mobilità ricoveri, ambulatoriale, termale, ecc… -;
- i sistemi informativi a supporto delle attività di telemedicina;
- i sistemi informativi a supporto dell'attività del medico di medicina generale - MMG - e Pediatra di Libera Scelta - PLS -: gestione della scheda Sanitaria Individuale del paziente;
- i sistemi informativi regionali e nazionali atti a supportare le attività diagnostiche, terapeutiche e assistenziali sul paziente: sistemi di gestione del FSE, sistemi di eHealth;
- i sistemi a supporto del paziente: sistemi personali per la raccolta della documentazione sanitaria, sistemi atti a supportare buoni stili di vita e a favorire la responsabilizzazione del cittadino, app sanitarie, sistemi di raccolta dei dati sanitari da dispositivi medici e connessione con sistemi di telemedicina.

## Caratteristiche distintive dell'informatica sanitaria
I sistemi informativi sanitari, in quanto orientati a supportare le attività sanitarie, sono contraddistinti da peculiarità caratteristiche che li distinguono da altri sistemi informativi. In particolare l'informatica sanitaria deve spesso confrontarsi con i concetti di safety e reliability intesi come capacità di non nuocere al paziente – o agli operatori - e di garantire livelli adeguati di funzionamento in maniera tale da non nuocere al paziente – o agli operatori – per mancata possibilità di utilizzo. Si veda a questo proposito anche la parte relativa ai dispositivi medici. 

## Dispositivi medici
Nell'ambito dell'informatica sanitaria sono ricompresi particolari dispositivi e software che prendono il nome di dispositivi medici – dispositivo medico e software dispositivo medico -.
Non tutti i componenti di un sistema informativo sanitario possiedono le caratteristiche per poter essere certificati quindi la dizione informatica sanitaria deve essere considerata più generale del concetto di dispositivo medico.

## Informatica medica
L'informatica medica viene spessa considerata una dizione alternativa dell'informatica sanitaria. Tuttavia essa a stretto rigore indica, o per meglio dire tende a focalizzarsi su, soluzioni informatiche a supporto della pratica medica quindi tenderebbe ad escludere il supporto alle attività assistenziali e alle attività amministrative di diretta ricaduta delle attività sanitarie.